# Harvey Wallbanger

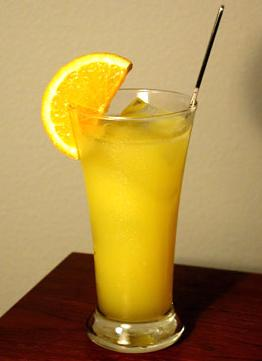
Harvey Wallbanger

Harvey Wallbanger ist ein alkoholhaltiger Cocktail. Es handelt sich um eine Variante des einfachen Longdrinks Screwdriver, die neben dessen Zutaten Orangensaft und Wodka zusätzlich um einen Schuss des italienischen Likörs Galliano ergänzt wird. Ersetzt man den Wodka-Anteil durch Tequila, nennt man den Cocktail Freddy Fudpucker.

## Geschichte
Der Harvey Wallbanger verbreitete sich in den 1970er Jahren und war anfangs auch als Italian Screwdriver bekannt. Einer Legende nach, die in unterschiedlichen Varianten erzählt wird, erhielt der Drink seinen einprägsamen Namen von einem kalifornischen Surfer namens Harvey. Dieser soll, nachdem er von einem Wettbewerb ausgeschlossen worden war, in Pancho’s Bar am Manhattan Beach nach dem Genuss mehrerer dieser Drinks aus Frust seinen Kopf wieder und wieder gegen die Wand geschlagen haben (englisch wall Wand und to bang schlagen, knallen). Wahrscheinlich handelt es sich bei der Figur aber um eine Erfindung aus der Werbung. In einer großangelegten Kampagne für den Likör Galliano, die auf den ehemaligen Footballspieler und damaligen Sales Manager George Bednar zurückgehen soll und die maßgeblich zur Verbreitung des Getränks beitrug, wurde der Surfer Harvey jedenfalls als Comicfigur gezeigt. Frühe schriftliche Erwähnungen des Getränks sind aus dem Jahr 1971 belegt.
In der Simpsons Episode „Flaming Moe’s“ wird fälschlicherweise auf den „Franky Wallbanger Fall“ Bezug genommen.

## Zubereitung
Der Longdrink wird „im Glas gebaut“ (das heißt direkt im Gästeglas zubereitet und nicht im Cocktail-Shaker oder Rührglas). Dazu füllt man ein großes Collins- oder Highballglas mit Eiswürfeln und etwa 4 cl Wodka, fügt – je nach Geschmack etwa die dreifache Menge – Orangensaft bis kurz unter den Glasrand hinzu und lässt schließlich etwa 2 cl Galliano darüberfließen. Meist wird der Drink ohne Garnitur serviert, Dale DeGroff erwähnt aber eine Variante mit Zimt und Zucker am Glasrand. Anstelle von Galliano wird auch gerne Liqor 43 verwendet, weil dieser preiswerter und besser verfügbar ist.